# Горан Попов
Го́ран По́пов (мак. Горан Попов; * 2 жовтня 1984, Струмиця, СФРЮ) — колишній македонський футболіст, лівий захисник. Виступав, зокрема, за «Динамо» (Київ) та національну збірну Македонії. Має старшого брата Роберта, який також є футболістом. По завершенні ігрової кар'єри — футбольний агент.

## Біографія
Горан народився 2 жовтня 1984 року в місті Струмиця в Югославії.

### Клубна кар'єра
Професійну кар'єру розпочав у рідному місті, в клубі «Беласиця», за який 14 серпня 2003 дебютував у єврокубках у виїзному матчі проти словенської команди «Цельє». Горан вийшов у стартовому складі зліва у захисті, проте вже на 26-й хвилині, коли його команда програвала 0:3, був замінений. Того ж літа, за деякими джерелами, уклав угоду з грецьким клубом «Проодефтікі» (за іншими даними з македонським «Сілексом»), проте відомостей про ігри за ці команди немає.
.

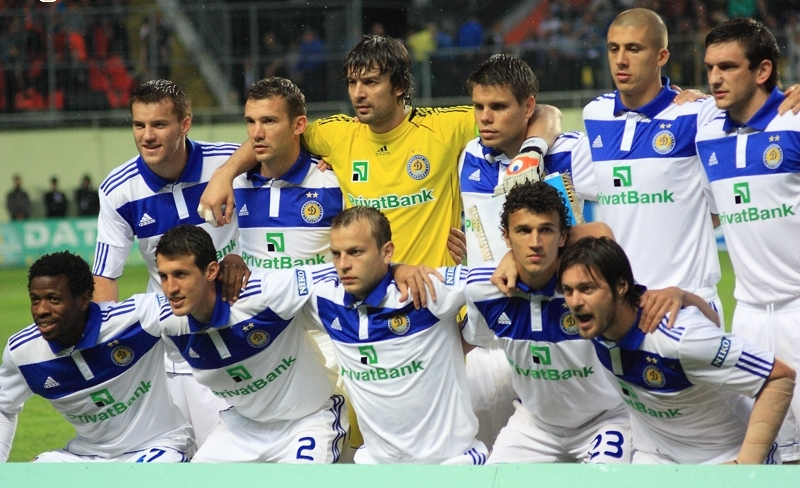
Горан Попов (крайній праворуч у верхньому ряду) під час виступів за «Динамо» (Київ) перед фіналом Кубку України 25 травня 2011 року

У січні 2004 підписав контракт із грецьким АЕКом, за який до кінця сезону зіграв 8 матчів і отримав три попередження і одне вилучення, а клуб з Афін фінішував у підсумку на 4-ій сходинці. За словами Попова, в той час у АЕКа виникли серйозні фінансові труднощі, і його трансфер викупила «Црвена Звезда». В белградському клубі Горан 28 липня дебютує в Лізі чемпіонів в матчі другого кваліфікаційного раунду проти «Янг Бойз», проте після відставки головного тренера «Звезди» Любо Петровича перестає потрапляти до основного складу команди. На початку 2005 року Попов, щоб не втрачати ігрову практику, перейшов у польську «Одру». Команда з Водзіслава-Шльонського фінішувала 13 із 14 команд польської Екстракляси і утрималася від вильоту лише завдяки стиковим матчам.
Потім Попов повернувся до Греції, де пограв у клубах «Егалео» та «Левадіакос». 12 червня 2008 року перейшов у «Гееренвеен».
9 червня 2010 підписав 5-річний контракт з Динамо (Київ), взявши собі номер 6. Сума контракту становила близько 3 мільйонів євро. Крім Динамо зацікавлені в послугах футболіста були також «Вест Бромвіч Альбіон», «Страсбур» і Шахтар (Донецьк). У новій команді швидко став основним лівим захисником протягом двох сезонів, поки влітку 2012 року кияни не купили Тає Тайво, який виграв конкуренцію за позицію у македонця.
У серпні 2012 року Попов, як повідомлялося, був відданий в оренду в «Сток Сіті», але трансфер несподівано зірвався через проблеми з робочою візою. В результаті Горан перейшов в інший англійський клуб «Вест-Бромвіч Альбіон», де провів два сезони, взявши участь лише у 14 іграх Прем'єр-ліги.
19 вересня 2014 року офіційний сайт македонського «Вардара» оголосив, що Горан Попов перейшов до клубу зі Скоп'є на правах вільного агента, розірвавши контракт з київським «Динамо». У сезоні 2014/2015 став чемпіоном Македонії у складі «Вардара», повторивши це досягнення і в наступних двох сезонах. Наприкінці сезону 2018/19 років закінчився контракт Попова з «Вардаром», і він завершив ігрову кар'єру. За свою кар'єру гравця Горан Попов зіграв у 306 матчах, забив 14 голів і віддав 17 результативних передач. По її завершенні став футбольним агентом, увійшовши до агентської компанії More than sport.

### Кар'єра у збірній
Виступав за юнацьку та молодіжну збірні Македонії.
З 2004 року викликається до національної збірної Македонії. У складі головної команди країни дебютував 11 червня 2004 року у товариському матчі проти національної збірної Естонії, в якому і забив свій дебютний гол, а його збірна на виїзді перемогла 4-2. З того часу майже завжди викликається на товариські та відбіркові матчі збірної.

#### Голи за збірну
| #  | Дата              | Місце                 | Суперник   | Рахунок | Результат | Турнір           |
| -- | ----------------- | --------------------- | ---------- | ------- | --------- | ---------------- |
| 1. | 11 червня 2004    | Таллінн, Естонія      | Естонія    | 2-4     | Перемога  | Товариський матч |
| 2. | 19 листопада 2008 | Подгориця, Чорногорія | Чорногорія | 2-1     | Поразка   | Товариський матч |

### Приватне життя
Має брата Роберта, який також є професійним футболістом і грає за французький «Осер» і теж є гравцем національної збірної Македонії.

## Досягнення
- Володар Кубка Нідерландів (1):

«Геренвен»: 2008-09
- Володар Суперкубка України (1):

«Динамо»: 2011
- Чемпіон Македонії (3):

«Вардар»: 2014-15, 2015-16, 2016-17
За результатами опитування, яке провела Федерація футболу Македонії у 2010 році з метою визначення найкращого гравця року, Горан Попов посів третє місце після Горана Пандева та Нікольче Новескі.

## Клубна статистика
Станом на 19 вересня 2014 року
| Клуб                 | Сезон            | Ліга | Ліга | Кубок | Кубок | Єврокубки | Єврокубки | Разом | Разом |
| Клуб                 | Сезон            | Ігри | Голи | Ігри  | Голи  | Ігри      | Голи      | Ігри  | Голи  |
| -------------------- | ---------------- | ---- | ---- | ----- | ----- | --------- | --------- | ----- | ----- |
| Беласиця             | 2002/2003        | 6    | 0    | 0     | 0     | 0         | 0         | 6     | 0     |
| Беласиця             | 2003/2004        | 0    | 0    | 0     | 0     | 1         | 0         | 1     | 0     |
| Беласиця             | Разом            | 6    | 0    | 0     | 0     | 1         | 0         | 7     | 0     |
| АЕК                  | 2003/2004        | 8    | 0    | 0     | 0     | —         | —         | 8     | 0     |
| АЕК                  | Разом            | 8    | 0    | 0     | 0     | —         | —         | 8     | 0     |
| Црвена Звезда        | 2004/2005        | 0    | 0    | 0     | 0     | 3         | 0         | 3     | 0     |
| Црвена Звезда        | Разом            | 0    | 0    | 0     | 0     | 3         | 0         | 3     | 0     |
| Одра                 | 2004/2005        | 11   | 0    | 0     | 0     | 0         | 0         | 11    | 0     |
| Одра                 | Разом            | 11   | 0    | 0     | 0     | 0         | 0         | 11    | 0     |
| Егалео               | 2005/2006        | 19   | 0    | 0     | 0     | —         | —         | 19    | 0     |
| Егалео               | 2006/2007        | 26   | 1    | 0     | 0     | —         | —         | 26    | 1     |
| Егалео               | Разом            | 45   | 1    | 0     | 0     | —         | —         | 45    | 1     |
| Левадіакос           | 2007/2008        | 20   | 0    | 0     | 0     | 0         | 0         | 20    | 0     |
| Левадіакос           | Разом            | 20   | 0    | 0     | 0     | 0         | 0         | 20    | 0     |
| Геренвен             | 2008/2009        | 24   | 1    | 5     | 2     | 4         | 0         | 33    | 3     |
| Геренвен             | 2009/2010        | 27   | 1    | 3     | 1     | 8         | 0         | 39    | 2     |
| Геренвен             | Разом            | 51   | 2    | 8     | 3     | 12        | 0         | 72    | 5     |
| Динамо (Київ)        | 2010/2011        | 15   | 1    | 3     | 0     | 11        | 0         | 29    | 1     |
| Динамо (Київ)        | 2011/2012        | 16   | 1    | 1     | 0     | 6         | 0         | 24    | 1     |
| Динамо (Київ)        | 2012/2013        | 1    | 0    | 0     | 0     | 2         | 0         | 4     | 0     |
| Динамо (Київ)        | Разом            | 32   | 2    | 4     | 0     | 19        | 0         | 57    | 2     |
| Вест-Бромвіч Альбіон | 2012/2013        | 12   | 0    | 1     | 0     | —         | —         | 13    | 0     |
| Вест-Бромвіч Альбіон | 2013/2014        | 2    | 0    | 1     | 0     | —         | —         | 3     | 0     |
| Вест-Бромвіч Альбіон | Разом            | 14   | 0    | 2     | 0     | —         | —         | 16    | 0     |
| Вардар               | 2014/2015        | 0    | 0    | 0     | 0     | 0         | 0         | 0     | 0     |
| Вардар               | Разом            | 0    | 0    | 0     | 0     | 0         | 0         | 0     | 0     |
| Всього за кар'єу     | Всього за кар'єу | 187  | 5    | 14    | 3     | 35        | 0         | 236   | 8     |